# Jiří Baloun
Jiří Baloun (* 27. března 1961 Praha) je český důstojník, generálporučík v záloze, a diplomat, od ledna 2020 český velvyslanec v Afghánistánu.

## Život
Jiří Baloun vystudoval Vysokou vojenskou technickou školu v Liptovském Mikuláši (absolvoval v roce 1983) a Vojenskou akademii v Brně, kde získal v roce 1999 doktorát. Absolvoval také velitelský kurz na Národní obranné univerzitě ve Washingtonu, D.C. (2007–2008).
Svou vojenskou kariéru zahájil v roce 1983 jako velitel radioreléové čety. V roce 1993 přešel do štábních rolí a během deseti let se vypracoval na pozici náčelníka sekce velení a řízení na Generálním štábu AČR. V roce 2008 byl jmenován ředitelem sekce plánování sil ministerstva obrany.
V letech 1998–2001 působil Jiří Baloun jako styčný důstojník ve Vojenském výboru NATO a Západoevropské unii. Od října 2011 byl vojenským představitelem České republiky ve Vojenském výboru NATO a ve Vojenském štábu Evropské unie. Od 1. srpna 2014 byl zástupcem náčelníka Generálního štábu a ředitelem Společného operačního centra ministerstva obrany a od 1. května 2015 prvním zástupcem náčelníka Generálního štábu AČR. V roce 2015 byl také povýšen do hodnosti generálporučíka.
V lednu 2020 se stal velvyslancem České republiky v Afghánistánu. V srpnu 2021 se podílel na evakuaci českého velvyslanectví ve dnech, kdy hlavní město Kábul bylo obsazováno Tálibánem. Za svou roli při evakuaci byl prezidentem republiky vyznamenán medailí Za hrdinství.
Jiří Baloun je ženatý a je otcem dvou dětí.